# 르엉선현
르엉선현(베트남어: Huyện Lương Sơn / 良山縣)은 베트남 서북부 지방 호아빈성의 행정구역이다. 2003년을 기준으로 인구는 80,300명이며, 면적은 375km2이다. 현청이 르엉선에 자리 잡고 있다.

## 행정구역
르엉선은 1개의 시진(市鎭)과 19개의 사(社)를 관할하고 있다.

### 시진
- 르엉선 시진 (Thị trấn Lương Sơn / 良山市鎭)

### 사
- 까오즈엉 사 (Xã Cao Dương / 高陽社 / )
- 까오잠 사 (Xã Cao Răm / 高菻社)
- 까오탕 사 (Xã Cao Thắng / 高勝社)
- 꾸옌 사 (Xã Cư Yên / 居安社)
- 호아선 사 (Xã Hòa Sơn / 和山社)
- 헙저우 사 (Xã Hợp Châu / 合洲社)
- 헙호아 사 (Xã Hợp Hòa / 合和社)
- 헙타인 사 (Xã Hợp Thanh / 合淸社)
- 럼선 사 (Xã Lâm Sơn / 林山社)
- 리엔선 사 (Xã Liên Sơn / 連山社)
- 롱선 사 (Xã Long Sơn / 隆山社)
- 뉴언짝 사 (Xã Nhuận Trạch / 潤澤社)
- 떤타인 사 (Xã Tân Thành / 新城社)
- 떤빈 사 (Xã Tân Vinh / 新榮社)
- 타인럽 사 (Xã Thành Lập / 成立社)
- 타인르엉 사 (Xã Thanh Lương / 淸凉社)
- 띠엔선 사 (Xã Tiến Sơn / 進山社)
- 쭝선 사 (Xã Trung Sơn / 中山社)
- 쯔엉선 사 (Xã Trường Sơn / 長山社)

## 관광
르엉선 지역에는 매년 짬 동굴, 롱 동굴, 땀 동굴, 쩌우 동굴, 지엠 석붕, 브어바 산과 같은 많은 관광객들을 끌어 모을 수 있는 아름다운 풍경과 고고학 유적지가 있다.
쪼 동굴(Hang Chổ)은 상산맥에 있는 4개의 동굴 중 하나로, 르엉선현 까오선사 후이 마을에 속해 있다. 상산은 석회암 산이고, 동굴은 모두 카르스트 형태다. 쪼 동굴 외에도, 3개의 다른 동굴은 누상 동굴, 만응우옌 동굴, 그리고 상산에 있는 쿠트엉 동굴로, 유명한 2개의 국가 고고학 유물들을 포함한 4개의 유물로 이루어진 집단을 형성하고 있다..
게다가 르엉선현은 유형, 무형의 문화 관광자원을 가진 지역이기도 하다.